# Bisdom Baton Rouge

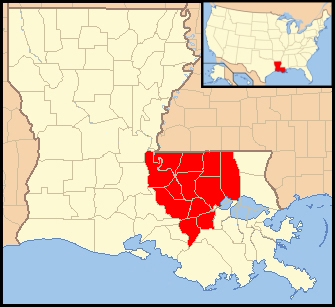
Het bisdom (rood) binnen de kerkprovincie New Orleans

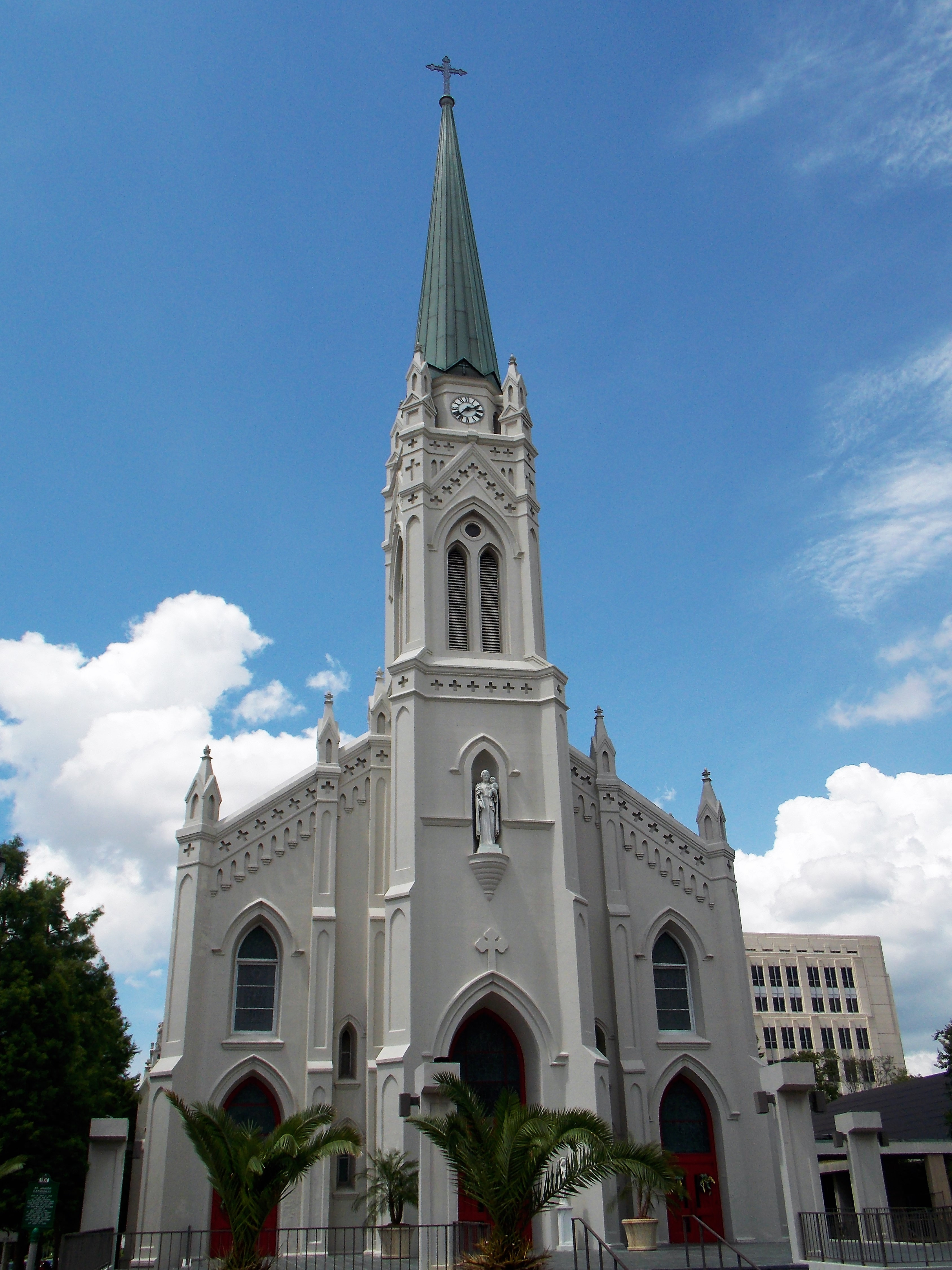
Sint-Jozefkathedraal

Het bisdom Baton Rouge (Latijn: Dioecesis Rubribaculensis) is een rooms-katholiek bisdom met als zetel Baton Rouge in Louisiana. Het is een suffragaan bisdom van het aartsbisdom New Orleans. Het bisdom werd opgericht in 1961.
In 2018 telde het bisdom 64 parochies. Het bisdom heeft een oppervlakte van 23.330 km2 en omvat de parishes Ascension, Assumption, East Baton Rouge, West Baton Rouge, Iberville, Pointe Coupee, East Feliciana, West Feliciana, St. Helena, Tangipahoa, Livingston en St. James. Het bisdom telde in 2018 1.010.137 inwoners waarvan 22,5% rooms-katholiek was.

## Geschiedenis
Franse jezuïeten en kapucijnen begonnen in de eerste helft van de 18e eeuw met de evangelisatie van de inheemse volkeren. De Franse jezuïet Pierre Charlevoix zou op nieuwjaardag 1722 de eerste eucharistieviering hebben geleid op het grondgebied van het huidige Baton Rouge. Een eerste kapel werd ingewijd in 1728 in Pointe Coupee en een eerste parochie gesticht in St. James in 1767. Er volgden parochies in St. Gabriel in 1769, Donaldsonville in 1772, Baton Rouge in 1792 en Platteville in 1793. De kerk groeide in de 19e eeuw al was er in de beginjaren een groot gebrek aan priesters. In de eerste helft van de 20e eeuw kende de kerk een grote groei en vooral in het stedelijk gebied rond Baton Rouge werden veel nieuwe parochies gesticht. Het bisdom werd opgericht in 1961 uit delen van het aartsbisdom New Orleans. De Sint-Jozefkerk in Baton Rouge, gebouwd in 1853-1855, werd de kathedraal van het nieuwe bisdom.
Vanaf 2004 werden beschuldigingen geuit van seksueel misbruik van minderjarigen tegen oud-bisschop Joseph Vincent Sullivan (1919-1982). Het bisdom betaalde schadevergoedingen aan de slachtoffers.

## Bisschoppen
- Robert Emmet Tracy (1961-1974)
- Joseph Vincent Sullivan (1974-1982)
- Stanley Joseph Ott (1983-1992)
- Alfred Clifton Hughes (1993-2001)
- Robert William Muench (2001-2018)
- Michael Gerard Duca (2018-)